# 미국 공군사관학교
미국 공군사관학교(美國 空軍士官學校, 영어: United States Air Force Academy, USAFA)는 미국 콜로라도주 콜로라도스프링스에 소재하는 공군사관학교이다. 4년간의 교육 과정을 마친 졸업생은 학사(BS) 학위를 받고 미국 공군 소위로 임관한다. 미국 공군사관학교는 콜로라도 주에서 가장 유명한 관광 코스의 하나로서, 매년 수백만 명의 관광객들이 방문한다.

## 역사

### 설립
공군사관학교 설립은 1918년 초 A.J.핸런 중령이 공군의 번영을 위해서 적절한 학교가 있어야 한다고 주장하면서 여러 의견이 개진되었다. 1919년, 하원의원 찰스는 공군사관학교를 위한 법을 도입했지만 비용, 교육과정, 위치에 대한 우려로 폐지되었다. 이후에도 여러 공군 장교와 의원들의 의견충돌로 설립에 대한 논의가 이루어지다 1940년 후반이 되어서야 미국 공군사관학교의 개념이 구체화되기 시작했다. 1950년, 당시 컬럼비아대 총장이었던 아이젠하워는 공군의 요구를 육군, 해군사관학교만으로는 충족시킬 수 없다며 공군사관학교를 설립해야 한다고 결론 내렸다. 1954년 의회는 공군사관학교 건립을 허락하는 법안을 통과시켰고, 아이젠하워 대통령은 그해 4월 1일 공군사관학교 건립에 서명하며 미국 공군사관학교가 설립되었다.

### 초기
초기 미국 공군사관학교는 웨스트포인트와 해군사관학교의 교육과정, 시설, 학부를 따라갔다. 학교 부지가 완공되지 않아 1959년 졸업생 306명은 1955년 7월 11일 덴버에 있는 로리 공군 기지에서 선서했다. 초기에는 생도들을 훈련시킬 상급생도가 없었기에 공군은 항공훈련장교 모델을 도입했다. 이는 공군 하급 장교들을 데려다 하급생도들을 교육한다는 모델이었다. . 그들 중 다수는 웨스트포인트, 해군사관학교, VMI, 시타델 출신이었다. 그들은 교육하는 하급생도가 상급생도의 역할을 할 수 있을 때까지 상급생도 역할을 대신했다. 1959년은 오늘날까지 이어지는 많은 전통을 확립했다. 사관생도 명예규범을 채택한 것과 마스코트로 매를 선택한 것 등이 있다. 1958년 8월 29일, 미국 공군사관학교는 콜로라도 스프링스 근처로 옮겨져 현재 모습으로 이어지고 있다.

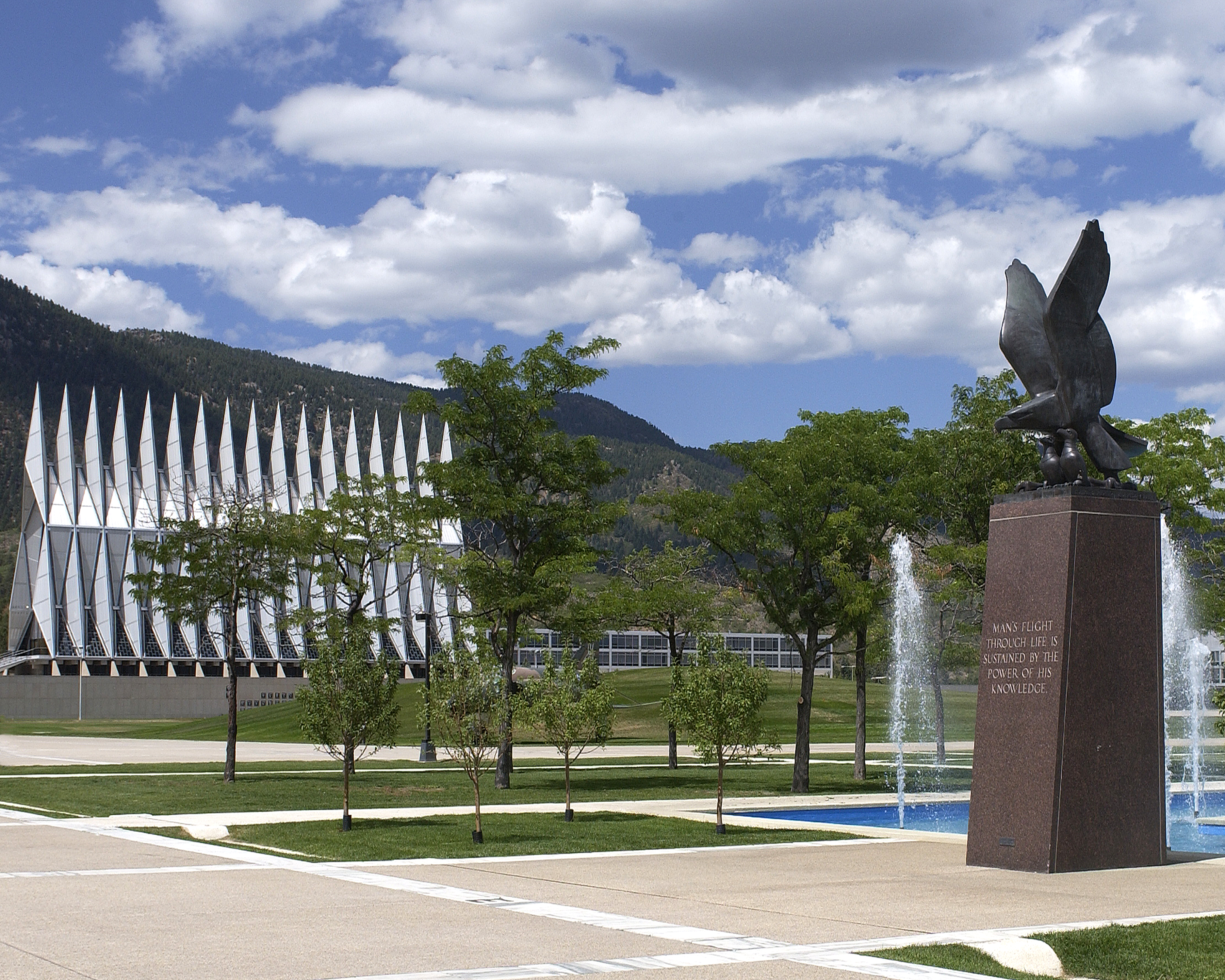
미국 공군사관학교 모습

### 여성의 입학
학교 역사상 가장 중요한 사건 중 하나는 여성의 입학이 허용된 것이다. 1975년 10월 7일, 대통령 제럴드 포드는 여성이 미국 군사학교에 입학하는 것을 허용하는 법안에 서명했다. 1976년 6월 26일, 157명의 여성이 미국 공군사관학교에 입학했다. 이때 여성 상급생도가 없었기 때문에 초기에 사용하던 항공훈련장교 모델을 재사용하였고, 15명의 여성 장교가 여성 생도의 훈련을 도왔다. 여성 생도는 처음에 다른 생도와 분리되었지만, 첫 학기가 끝난 후 다른 생도가 배정된 중대로 통합되었다. 1980년 5월 28일, 97명의 여성 생도가 이 과정을 수료하고 졸업하였다. 최근에는 학교에서 여성이 차지하는 비율이 20%가 조금 넘기는 정도로 유지되고 있다.

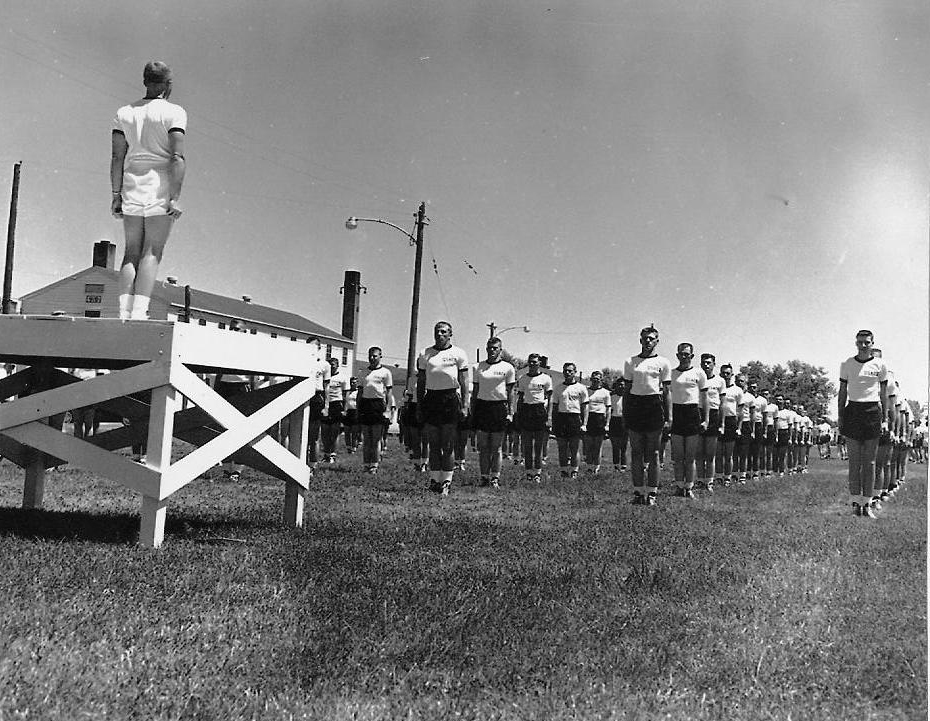
1955년 첫 사관학교 생도들이 체력 훈련을 위해 줄을 서있는 모습

## 시설

### 생도 구역
생도 구역의 건물들은 독특하고 모더니즘적인 스타일로 설계되었으며 건물 외부는 알루미늄을 광범위하게 사용하여 항공기나 우주선의 외부 모습을 떠오르게 하였다. 2004년 4월 1일, 생도 지역은 국립역사기념물로 지정되기도 하였다.
생도 구역의 주요 건물들은 "테라조"라고 알려진 크고 네모난 정자를 중심으로 세워져 있으며, 가장 눈에 띄는 것은 생도 예배당이다. 처음 지어졌을 때 논란의 대상이 된 이 건물은 현재 현대 미국 건축의 가장 중요한 예시로 평가된다. 테라조에 있는 다른 건물로는 기숙사로 이용되는 반데버그 홀과 시잔 홀이 있다.
항공 연구 센터는 음속, 아음속, 저속, 엔진 및 로켓 시험 전지, 시뮬레이터 등 수많은 항공 연구 시설을 갖추고 있다. 1997년에는 통합 교육 훈련 시설(CETF)이 설립되었다. 이곳에는 화학 및 생물학 강의실과 실험실, 의료 시설, 토목 및 우주인 연구소가 있다. 사관생도 구역에는 학업과 항해 훈련을 위한 천문대와 천문관이 있다.
페어차일드 홀은 주요 학업 건물이며 생도들이 하루의 대부분을 보내는 곳이다. 내부에서는 최첨단 실험실과 교실, 부서 사무실, 의료 및 치과 진료소를 이용할 수 있다. 이발소와 여러 식당도 있다. 여기에서 교수진과 직원은 생도를 장교 및 학자로 개발하는 데 전념하고 있다. 건물은 공군 대학의 초대 사령관인 무어 페어차일드의 이름을 따서 명명되었다.
아놀드 홀은 사관생도와 방문객을 위한 장소로써 3000석의 규모의 극장, 다수의 라운지 그리고 식당 및 오락 시설 등을 이용할 수 있다.
생도 구역에는 육상 대회와 체육 수업 및 기타 체육 훈련을 위한 다양한 시설을 갖추고 있다. 생도 체육관과 실내 경기장은 생도를 위한 장소로 편성되어 있다. 실내 경기장은 아이스하키 링크장, 실내 트랙 등 시설을 가지고 있다. 사관학교 외부에 위치한 팔콘 스타디움은 축구 경기자이자 졸업식 장소로 이용된다.

### 기념 전시물
학교 안에서는 영웅과 공군 선구자를 기념하는 전시회가 많이 열리고 있으며 생도에게 영감을 주는 역할을 한다. 테라조 깃대 바로 아래에 위치한 검은 대리석 벽인 전쟁 기념비에는 전사한 사관학교 졸업생의 이름이 새겨져 있다. 테라조가 내려다보이는 명예 벽에는 "우리는 거짓말을 하거나, 속이거나, 훔치지 않을 것이며 누구든지 그런 행동을 하는 것을 용납하지 않을 것이다."라는 생도 명예규범이 새겨져 있다. 사관생도 예배당 바로 아래, 교반 벽에는 졸업생의 문장이 새겨져 있다. 1958년 공군 훈련사령부에서 공군사관학교에 선물로 준 독수리와 날개 조각상이 학교의 상징으로 자주 사용되었다. 학교 운동장에는 F-4, F-15, F-16, F-105가 전시되고 있으며 북문 옆에는 B-52가, 비행장에 T-38과 A-10이, 예비 학교에는 F-100이 전시되어 있다. 일부 전시물은 녹슬거나 내부가 손상되어 제거되기도 한다.

### 공군고등학교
1,300명이 넘는 재학생이 다니고 있는 공군고등학교는 사관학교에 설립된 미국의 유일한 고등학교이다. 이곳의 학업 기준은 주에서 상위 10위 안에 들 정도로 높고 주 선수권 대회에서도 상위 10위 안에 들 정도로 운동 성적도 좋다.

### 기타시설
학교 안 다른 장소들은 사관생도 훈련과 기본적인 것들을 위한 지원 역할을 한다. 둘리틀 홀은 졸업생 협회의 본부로 기초 생도 훈련을 위해 도착하는 신입 생도들이 처음으로 오는 곳이기도 하다. 골드워터 방문자 센터는 미국 상원의원의 이름은 딴 곳으로 가족, 친구, 관광객이 학교 운동장을 방문하는 업무를 처리하는 데 중점을 두고 있다. 학교 비행장은 낙하산 훈련, 비행을 포함한 항공술 과정을 생도가 훈련하는 데 사용된다. 학교 묘지에 안장되는 기준은 생도 및 졸업생, 특정 고위 장교, 특정 교직원 그리고 가족 구성원 정도로 제한된다.
미국 공군사관학교 예비학교는 사관학교에 입학할 수 없는 사람을 대상으로 하는 교육 과정이다. 이 과정을 통해 공군사관학교에 임용될 수 있도록 하기 위해 운동과 군사 훈련 그리고 학업(특히 영어, 수학, 과학)을 집중적으로 가르친다. 예비학교 학생 상당수는 졸업 후 사관학교에 임용된다.
| 미첼 홀(식당) | 반덴버그 홀(기숙사) | 골드워터 방문자 센터 | 테라조 |
| ------------- | ------------------- | -------------------- | ------ |
|               |                     |                      |        |

## 군사 훈련
생도의 군사 훈련은 사관학교 기간 내내 이루어지지만, 특히 여름에 있는 훈련이 더 치열하다. 신입 생도는 6주간의 기초 생도 훈련(BCT) 기간을 통해 첫 군대 경험을 한다. "비스트"라고 알려진 BCT 기간 동안, 신입 생도는 상급 생도의 지도 아래 군대와 학교의 생활을 배운다. 기초 생도는 군대의 관습과 예절, 적절한 군복 착용, 훈련 그리고 군인 정신 등을 배우고 군사 지식을 공부하며 엄격한 신체 훈련을 받는다. BCT 후반기에 접어들면 기초 생도는 야영 환경에서 프로그램을 마친다. 훈련 수료 후, 기초 생도는 명예 선서를 하고 공식적으로 생도대 일원으로 받아들여진다.
전통적으로 1학년이 가장 힘든 시기이다. 그들은 전체 학업 과정에 더해 신입 생도로서 해야 할 과제가 많다. 신입 생도는 군사 및 학교와 관련한 광범위한 지식을 습득해야 하며, 행동에도 상당한 제한이 있다. 이를테면 정해진 경로로만 이동해야 하고 상급 생도에게 특정한 예의를 갖추어야 하는 것 등이다. 이러한 관행은 신입 생도가 날개 휘장을 받는 행사를 마친 후 점차 완화된다.
1학년 이후, 생도는 여름 군사 훈련에서 많은 선택권을 갖게 된다. 생도는 모험 기반 학습(ABL) 기간 동안 대인 관계 및 소규모 팀 단위 훈련을 받고 비행 글라이더, 사이버 전쟁 훈련, 위성 및 우주 작전, 무인 시스템 또는 자유 낙하산 훈련에 참여할 수  있다.

## 학업
공군사관학교는 다양한 과목의 학사 학위를 제공하는 4년제 대학이다. 현역 공군 및 우주군 장교가 교직원의 약 70%를 차지하고 있으며, 민간인 교수, 민간대학 초빙교수, 기타 미국 및 연합군 소속 강사들이 나머지를 차지하고 있다. 최근 몇 년 동안, 민간인들이 고위 교수진에서 점점 더 많은 비중을 차지하고 있다.
현재까지 역대 학교장은 항상 현역 준장이었지만, 엄밀히 말하면 민간인도 그 자리를 차지할 수 있다. 정교수는 미국 대통령에 의해 지명되고 상원의 승인을 받아 64세까지 재직할 수 있다.
핵심요건의 기술적 내용 때문에 모든 졸업생은 전공에 상관없이 이학사 학위를 받는다. 사관생도들은 공학, 기초과학, 사회과학, 인문학을 포함한 다양한 전공을 선택할 수 있다. 모든 사관생도는 핵심 커리큘럼을 따라 과학, 공학, 사회과학, 인문, 군사, 체육에서 필수과정을 이수해야 한다. 생도 수업의 약 60%가 핵심 커리큘럼에 의해 의무화되어 있다. 그 결과, 1~2학년 때는 대부분 필수 수업을 수강하게 된다. 3~4학년 때도 이수해야 할 필수과정이 남아있지만, 학교에서 그들의 전공 분야에 더 집중할 수 있도록 다양한 교환 프로그램에 참여를 허락해주기도 한다.
전통적으로 공군사관학교의 커리큘럼은 대부분의 졸업생이 항공, 우주, 정보기술 시스템을 관리할 것이라 생각해 이공계 분야에 집중해왔다. 그래서 항상 공학을 중심으로 학업을 진행해왔다. 그러나 시간이 흐르면서 인문학의 영역이 확장되면서 사관생도의 약 47%정도는 비기술분야 전공을 선택한다.
| 계열                            | 1학년                     | 2학년                                           | 3학년                                           | 4학년                                            |
| ------------------------------- | ------------------------- | ----------------------------------------------- | ----------------------------------------------- | ------------------------------------------------ |
| 비판적 사고                     | 경제학 입문               | 공군 장교를 위한 법률                           | 통계                                            | 전공 연계                                        |
| 명확한 의사소통                 | 기초 작문 및 연구         | 문학 및 중급 작문                               |                                                 | 전공 연계                                        |
| 공학적 방법의 적용              | 컴퓨터 및 사이버 운영     | 역학의 기초                                     | 항공의 기초                                     | 우주론 입문 or 공군 전자 및 사이버 시스템의 원리 |
| 과학적 추론과 과학의 원리       | 미적분학 I, II 일반화학 I | 일반 물리학 I 일반화학 II 일반 물리학 II 생물학 | 공학 혹은 과학의 기초 중 1~2가지 상위 과정 선택 | 공학 혹은 과학의 기초 중 1~2가지 상위 과정 선택  |
| 인간 존엄성에 대한 윤리 및 존중 | 행동 과학 소개            | 철학 윤리                                       |                                                 | 4가지 계열 중 1~2가지 상위 과정 선택             |
| 인간의 조건, 문화, 사회         | 8개 언어 중 선택 과목     | 세계사                                          |                                                 | 4가지 계열 중 1~2가지 상위 과정 선택             |
| 미국 공화국의 국가 안보         | 경제학 입문               | 정치, 미국 정부 및 국가 안보                    | 공군력 및 합동 작전 전략                        | 4가지 계열 중 1~2가지 상위 과정 선택             |
| 군인 정신                       | 기초 체육                 | 군사 전략 연구                                  |                                                 | 4가지 계열 중 1~2가지 상위 과정 선택             |
| 리더십, 팀워크 및 조직 관리     | 리더십 세미나(1학년)      | 리더십 세미나(2학년)                            | 리더십 세미나(3학년)                            | 리더십 세미나(4학년)                             |

## 전통

### 휘장

미국 공군사관학교의 전통 휘장

휘장은 1959년 1학년을 시작으로 상급 생도를 나타내는 생도 휘장이 되었다. 이 휘장은 신입 생도에게 1학년 통과의례가 끝날 무렵 수여 된다. 표준 휘장은 이전 디자인의 금색 날개가 은색 날개라는 점 이외에는 공군 휘장 디자인과 같다. 공군과 관련하여 복무를 한 가족이 있거나 공군사관학교 졸업자의 직계 후손의 경우 은색 받침대와 금색 날개로 구성된 휘장을 착용할 수 있다.

### 입학 퍼레이드과 어버이의 주말
입학 퍼레이드는 신입 생도들의 기초 생도 훈련(BCT) 종료를 축하한다. 퍼레이드에서 신입 생도들은 BCT 수료 및 생도대 일원으로 인정받아 어깨 견장을 받는다. 신입 생도들은 공군사관학교 명예규범 선서를 하며 공식적으로 입학을 허가받게 된다.
노동절 주말 동안 사관생도는 어버이 주말 행사에 참여한다. 이 행사는 신입 생도들이 사관생도로 학교에 발을 들인 뒤 처음으로 가족을 볼 수 있는 행사이다. 생도대 퍼레이드가 끝나면 가족들은 생도 구역으로 초대돼 오픈하우스에 참여한다.

### 약속 만찬
약속만찬은 3학년 가을학기가 시작되는 첫날 수업에 앞서 진행된다. 이 만찬에 참석함으로써, 3학년 생도들은 졸업과 동시에 공식적으로 공군이나 우주군에 복무하게 된다. 이 만찬이 지나기 전에는 1학년 또는 2학년 생도들은 어떠한 처벌도 없이 학교를 나갈 수 있다. 그러나 이 만찬 후에 학교를 떠난 생도는 재정적인 처벌을 받거나 공군이나 우주군에서 현역으로 복무해야 할 수도 있다.

### 학급 반지
반지에 대한 미국 대학의 전통은 1835년 미국 육군사관학교에서 시작되었다. 1869년 미국 해군사관학교로 퍼져나갔고 1959년 미국 공군사관학교에도 그 전통이 시작되었다. 다른 사관학교의 반지는 황금으로 만드는 것에 반해 공군사관학교의 반지는 백금으로 만든다는 것이 특징이다. 반지의 한쪽 면에는 사관학교 문장이, 다른 한쪽 면에는 학급 문장이 새겨져 있다. 생도들은 반지 중앙에 들어갈 돌을 스스로 고른다. 반지는 3학년 때, 졸업식 주간 축제의 시작에 있는 링 댄스에서 받는다.

## 같이 보기
- 미국 육군사관학교(웨스트포인트)
- 미국 해군사관학교
- 미국 해양경찰사관학교
- 미국 상선단사관학교

## 참고 문헌
- Celebrating the U.S. Air Force Academy's Golden Anniversary, (Colorado Springs) Gazette, Special Edition, Spring 2004.
- Schemo, Diana Jean. Skies to Conquer: A Year Inside the Air Force Academy. John Wiley & Sons, Inc.: 2010.
- Schifani, Katherine L. "Bring Me Men: Intertextual Identity Formation at the US Air Force Academy." (Masters Theses, U of Massachusetts-Amherst, 2008)